# Machachi
Machachi, també coneguda com a Santiago de Machachi, és la capçalera cantonal del Cantón Mejía, i la quarta més gran i poblada de la província de Pichincha, a l'Equador.
Territorialment, la ciutat de Machachi està organitzada en una sola parròquia urbana, mentre que existeixen 7 parròquies rurals amb les que complementa l'àrea total del cantón de Mejía (territoris dins de la divisió administrativa municipal).

## Toponímia
P. Pablo Reyes, sosté que Machachi prové de: "MA": gran, llarg; "CHA": terra, sol, terreny; "CHI" viu, actiu. El qual significa el mateix que dir: Gran terreny actiu.
En un vocable híbrid de quítxua, significa: Vall que amb la seva bellesa acolorida, a l'embriagar produeix son. En quiché significa: Els valents llancers i agricultors.

## Geografia
Machachi es troba en el sud de la província de Pichincha, en el centre nord de la regió interandina d'Equador. La ciutat està sobre una vall a 2945 metres sobre el nivell del mar, en mig dels volcans: Pasochoa, Rumiñahui i Corazón.
També es troba molt a prop dels cims nevats de Cotopaxi i Illiniza, els quals influencien el clima de Machachi.

## Història
El grup indígena dels panzaleos van ser els primers a ocupar la zona, habitant les parts baixes del volcà Rumiñahui i Pasochoa.
En l'època colonial, va ser un assentament petit, un lloc de pas entre Quito i Latacunga.
Les gestes llibertàries de diversos punts de l'Equador, van contagiar al poble de Mejía, el qual en plena etapa colonial va alçar les armes per aconseguir la seva llibertat l'11 de novembre de 1820.
Més d'un centenar de persones van assaltar la caserna de l'exèrcit i es van apoderar de l'armament. Aquest alçament es va donar a conseqüència de la independència de Cuenca, i va coincidir amb els alçaments de Guaranda, Latacunga i Riobamba.
Anys després, Machachi va rebre l'exèrcit alliberador de 1822, liderat per Simón Bolívar i Antonio José de Sucre, en el seu pas cap a l'alliberació de la capital.
En la llei de divisió territorial de la república de Gran Colòmbia de 1824, Machachi és declarat cantón de la província de Pichincha. Tanmateix, en la llei de divisió territorial d'Equador de 1835, no s'anomena el Cantón Machachi, sent així suprimit oficialment. Però el 23 de juliol de 1883, és creat el cantón de Mejía, anomenat així en honor al patriota quiteny, José Mejía Lequerica.
El 1909, va començar a Machachi la venda d'aigua mineral dels vessants del riu Tesalia, de la hisenda de la família Zaldumbide, naixent així la Gütig, la marca d'aigua mineral més famosa i venuda a l'Equador.
A inicis del segle xx, el francès Pierre Denis va industrialitzar la producció, la qual cosa va portar a Gütig a expandir el seu mercat a les províncies andines centrals, i el 1921 va néixer la The Tesalia Springs Company.
Durant el segle xx, gràcies al ferrocarril transandí, Tesalia Springs i la carretera panamericana, Machachi va créixer considerablement.

## Llocs d'interès
El turisme de la ciutat s'enfoca en la seva bellesa natural i esports d'aventura. Els llocs de més interès turístic són els següents:
- Parc nacional Cotopaxi: Parc on es realitza senderisme, ciclisme i acampada. Es pot visitar el volcà Cotopaxi, la llacuna de Limpiopungo i part del volcà Rumiñahui.
- Volcà Sincholagua
- Cascada San Miguel del Pedregal
- Fonts de Tesalia: S'hi troba un balneari amb dues piscines i instal·lacions esportives
- La Calera

### Església Matriz de Machachi[3]
Amb l'arribada dels missioners franciscans a finals del segle xvii es va construir el primer temple. Degut a un terratrèmol el 7 de febrer de 1922, part del temple queda destruït, la qual cosa obliga a pensar en una obra nova. El rector Dr. Carlos E. Acosta, va recol·lectar els materials amb l'ajuda del poble, i el seu successor Dr. Amable Sosa Gallardo, va iniciar la reconstrucció del temple.
Les fortes tremolors del 4 i 5 de novembre de 1976, van destruir les torres i es va emprendre una reconstrucció. Actualment, l'església és una mescla d'art barroc i una gamma de simetria dòrica.

## Cultura
Cada any, a mitjans del de juliol, la ciutat celebra El Paseo del Chagra, el qual inicia abans del migdia amb un toro pregoner i la imatge del senyor de la Santa Escola.
Llavors, fan l'entrada els genets, els quals pertanyen a les hisendes de la regió, muntats a cavall i engalonats amb ponxo, bufanda, samarró, barret i esperons.
Aquesta festa va ser fundada per Alfredo Paz, Edgar Albuja i Guillermo Yánez, amb l'objectiu de reviure i recrear el tradicional costum de baixar amb els cavalls i el bestiar des de les hisendes pròximes.

## Transport
El transport públic és el principal mitjà de transport dels habitants, els quals tenen un servei de bus públic interparroquial i intercantonal.
Machachi també té una estació de tren, la qual connecta la ciutat amb Quito.
La Troncal de la Sierra - E35 (part de la carretera panamericana) passa per Machachi.

## Clima
Al llarg de l'any, la temperatura varia entre els 8 °C i els 18 °C.
La temporada càlida dura uns tres mesos, del 16 de setembre al 9 de desembre, amb una temperatura màxima mitjana de 18 °C. El mes més càlid de l'any és abril, amb una temperatura màxima mitjana de 18 °C.
La temporada freda dura dos mesos, del 27 de maig al 27 de juliol, amb una temperatura mínima mitjana de 17 °C. El mes més fred de l'any és juliol amb una mitjana mínim de 8 °C.

## Economia
La ciutat és el centre econòmic i comercial del sud de la província de Pichincha. Compta amb grans organismes financers i comercials del país.
La seva economia es basa en la producció d'aigua mineral, l'agricultura, la ramaderia i el transport.
Cada cop més, part de l'economia es basa en el turisme i esports d'aventura, gràcies als seus grans espais naturals propers.

## Educació
L'educació pública a la ciutat, igual que en tot el país, és gratuïta fins a la universitat d'acord amb l'estipulat a l'article 348, i ratificat en els articles 356 i 357 de la constitució d'Equador

## Esport
El Club Deportivo Rumiñahui, és l'únic equip de Machachi que està actiu en l'associació de futbol no amateur de Pichincha, el qual participa en la segona categoria. En ser una localitat petita en l'època de les fundacions dels grans equips del país, Machachi no té un equip simbòlic a la ciutat, per això la majoria dels seus habitants són aficionats a clubs quitenys.
El principal recinte esportiu és l'estadi El Chan, el qual es va inaugurar el 30 de gener de 1970, i és l'estadi del Club Deportivo Rumiñahui. Aquest espai també és utilitzat per concerts i té una capacitat per a 6.390 espectadors.

## Galeria

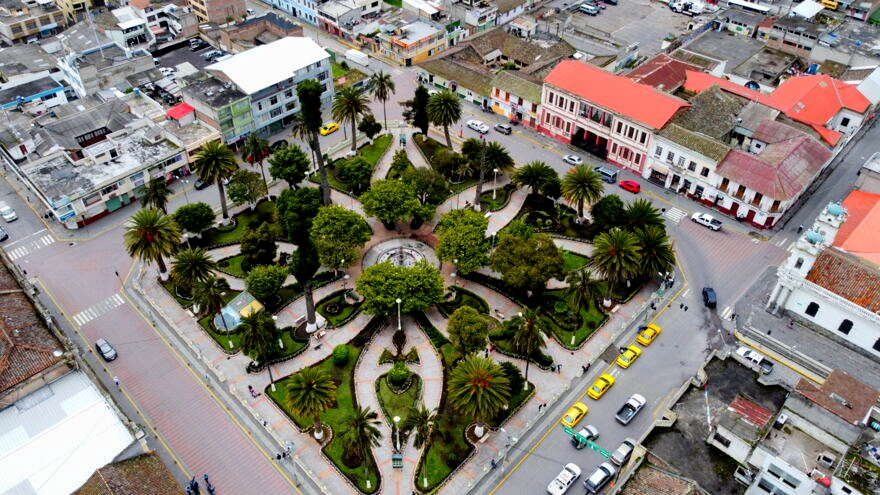
Parc central de Machachi
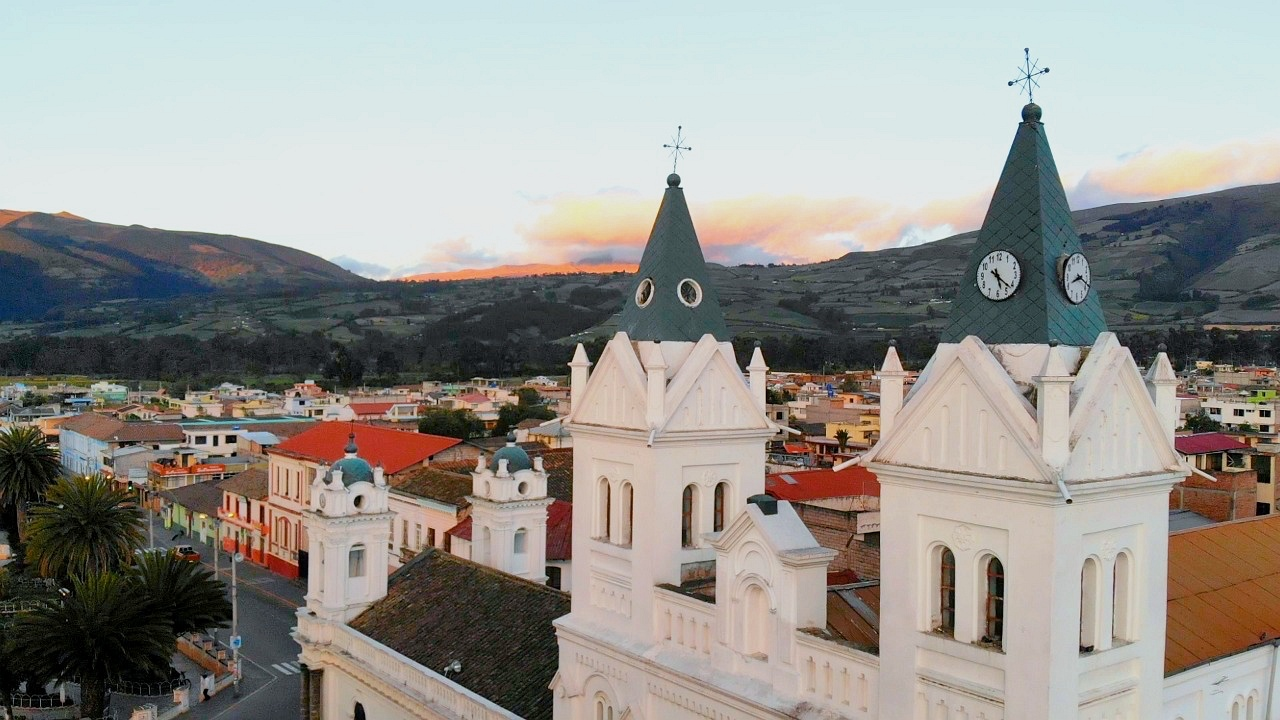
Església Matriz de Machachi
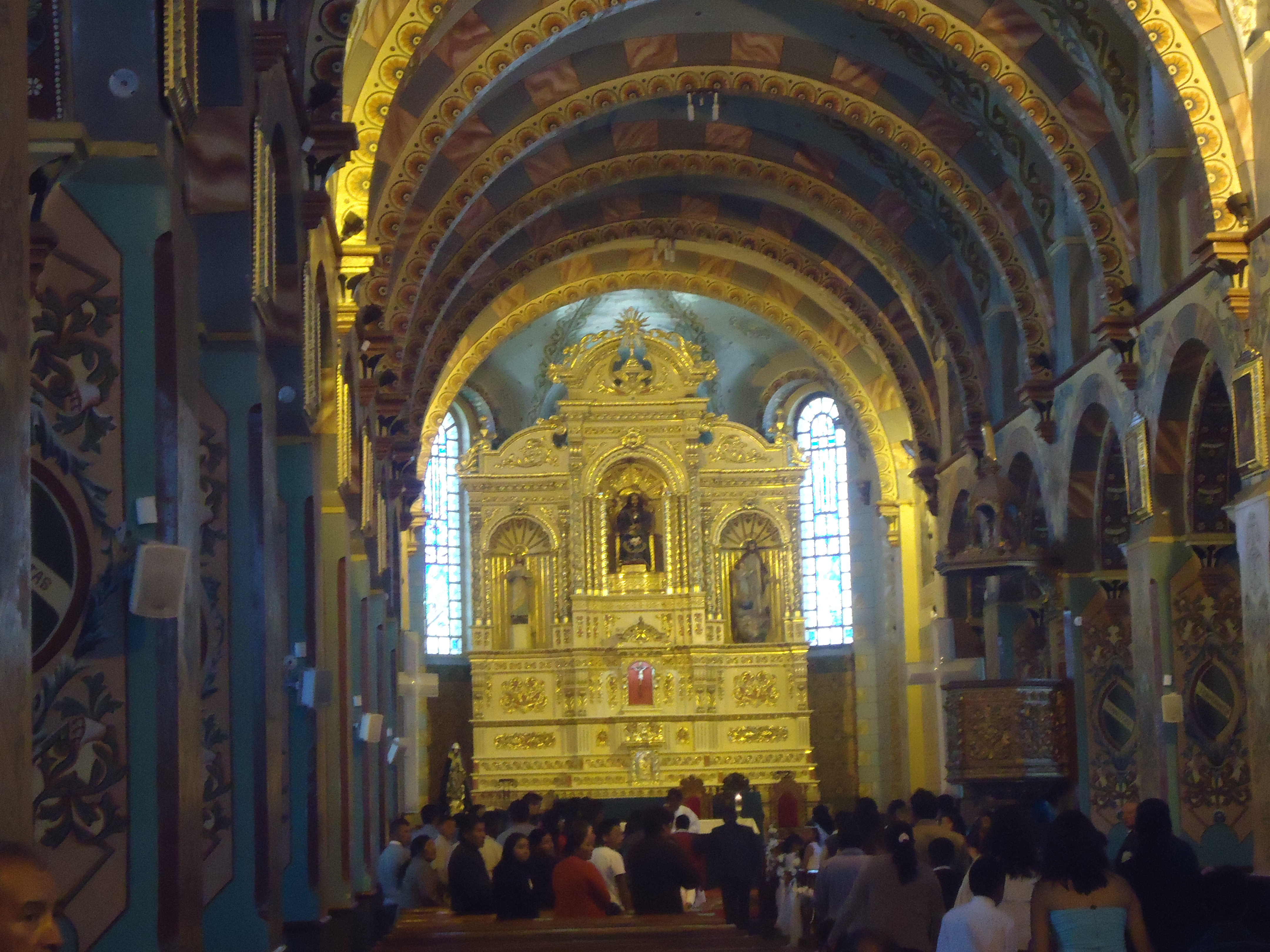
Interior de l'església Matriz de Machachi
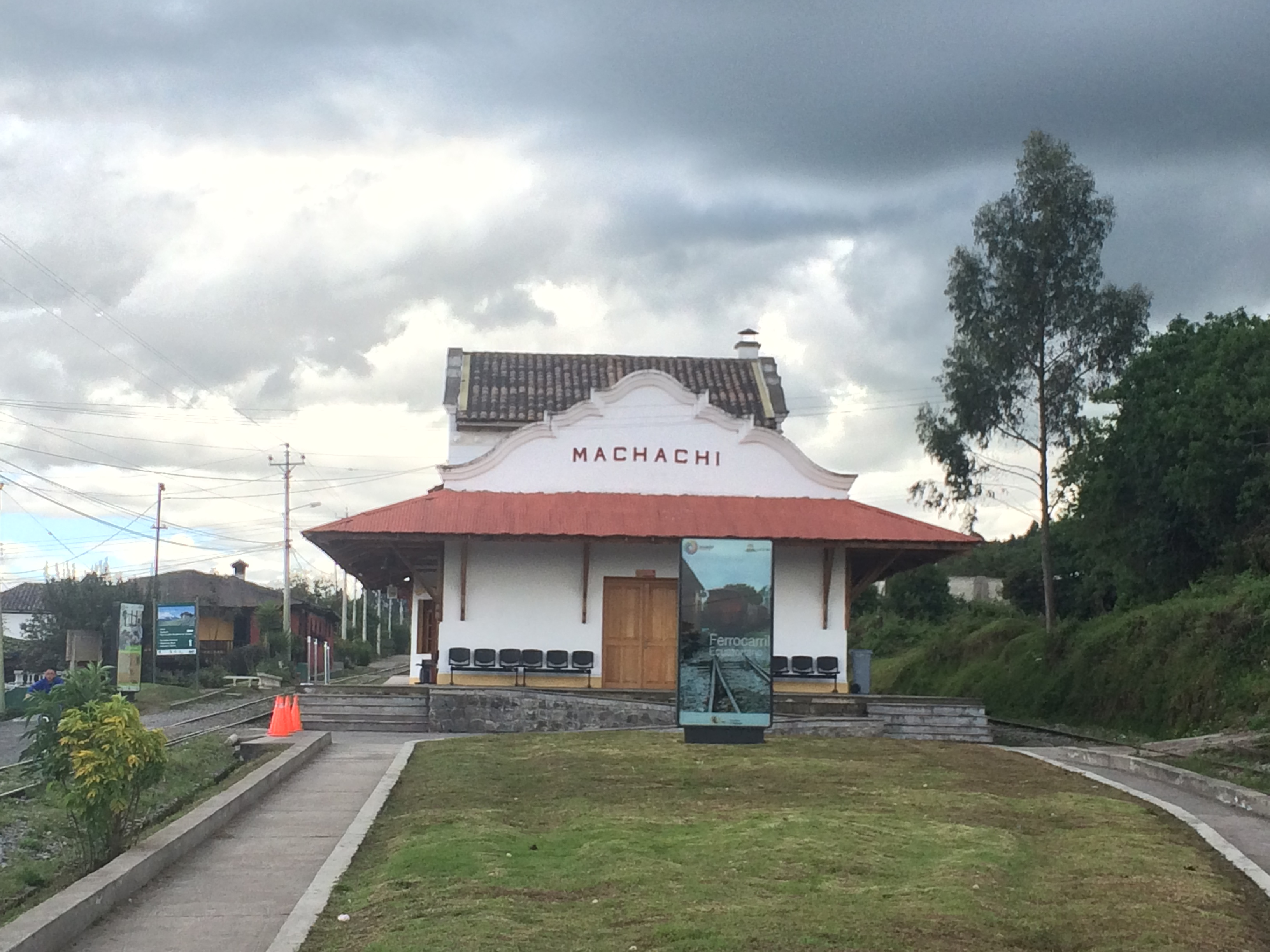
Estació de tren de Machachi
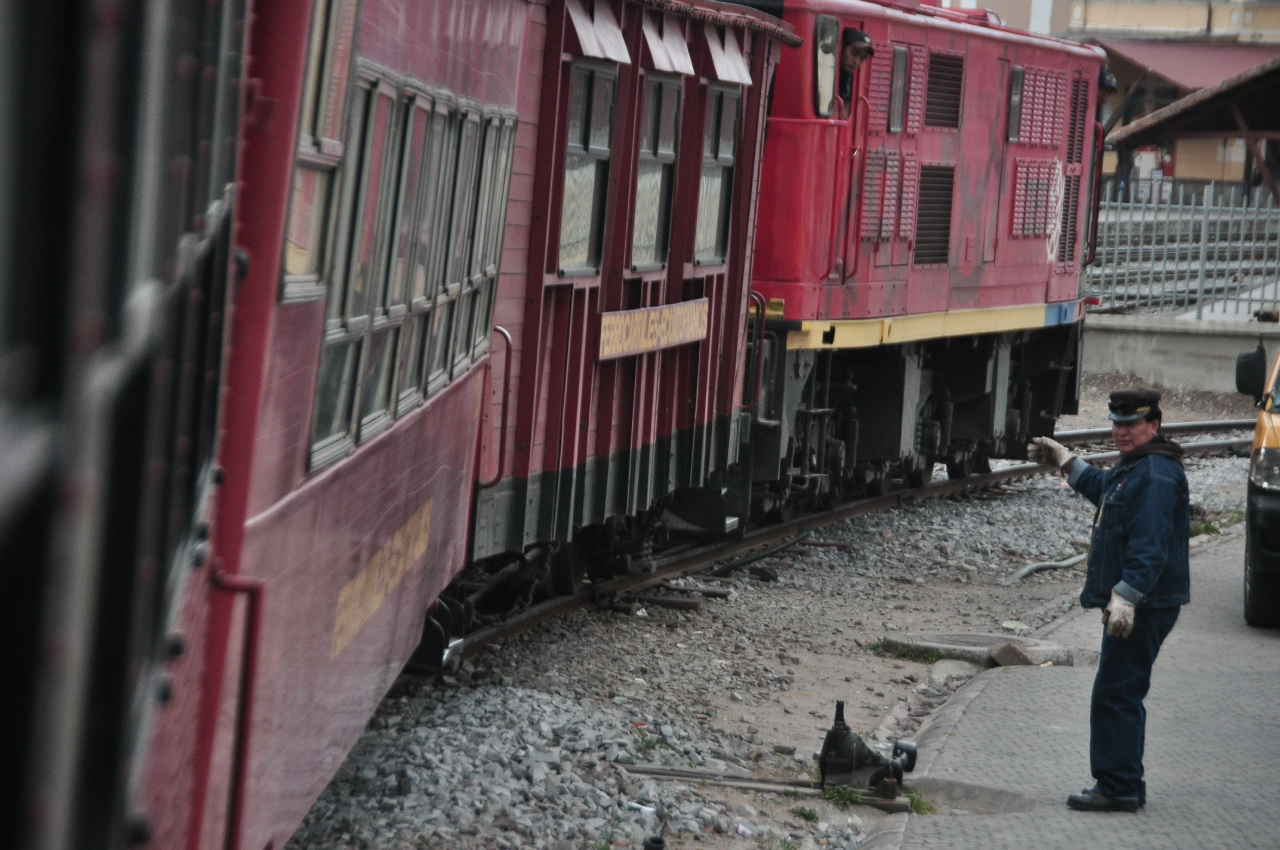
Tren de Machachi a Quito
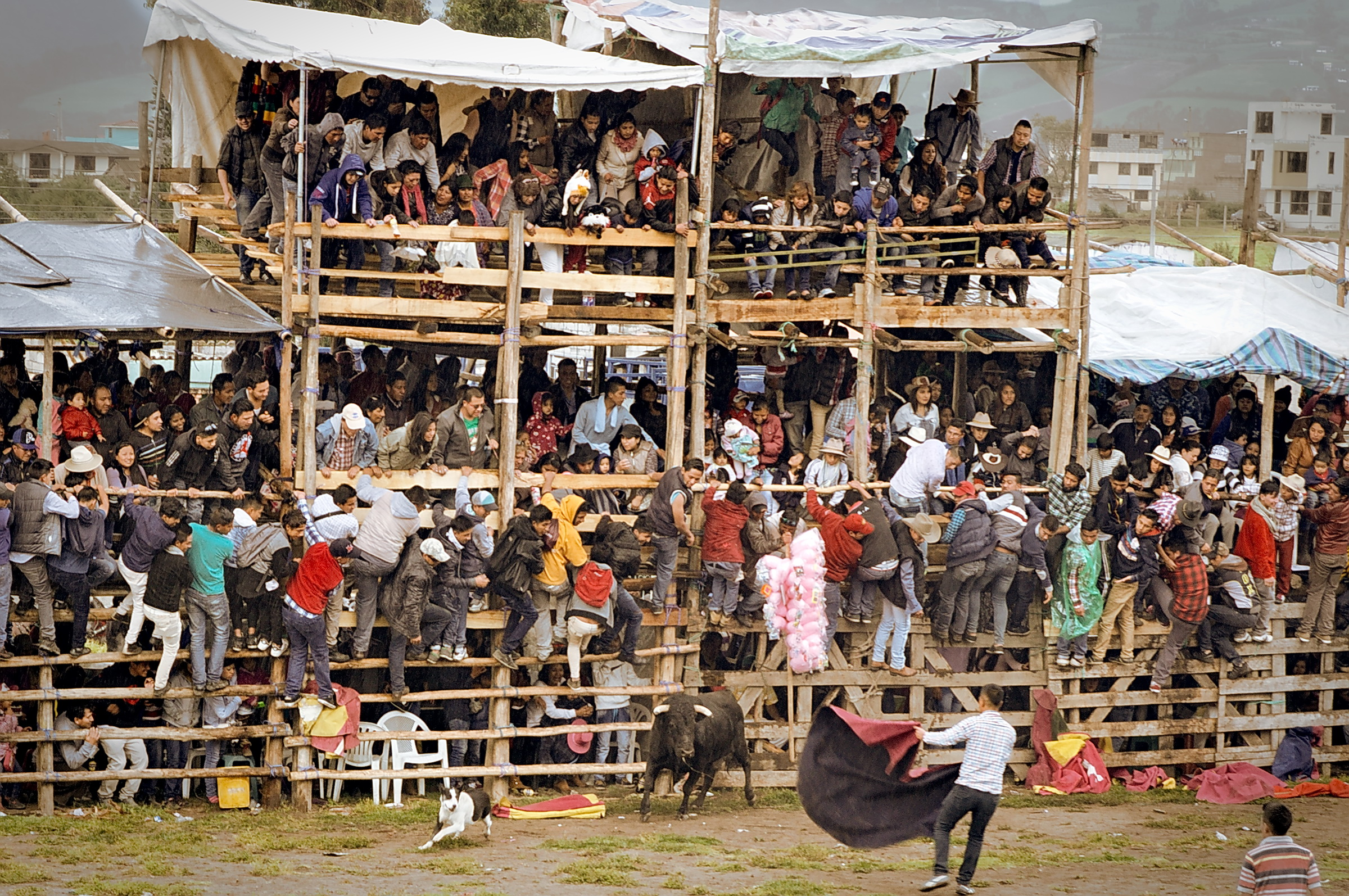
Paseo de Chagra
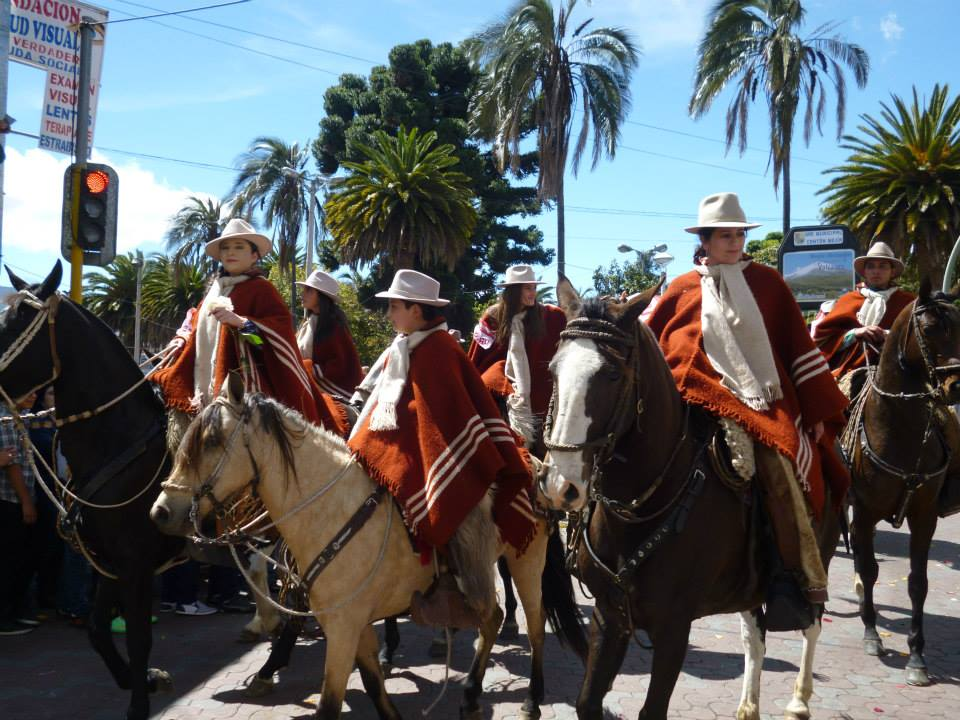
Paseo de Chagra